# 蒲台
蒲台（亦作蒲苔，通稱蒲台島）位處香港的東南部，是香港離島區的蒲台群島的主要島嶼，面積達3.69平方公里，亦是香港最南端的有常住人口的島嶼，有「香港南極」之稱。蒲台島地勢平坦，在海上看似一個浮台，因而得名（蒲即浮的意思）。

## 地理

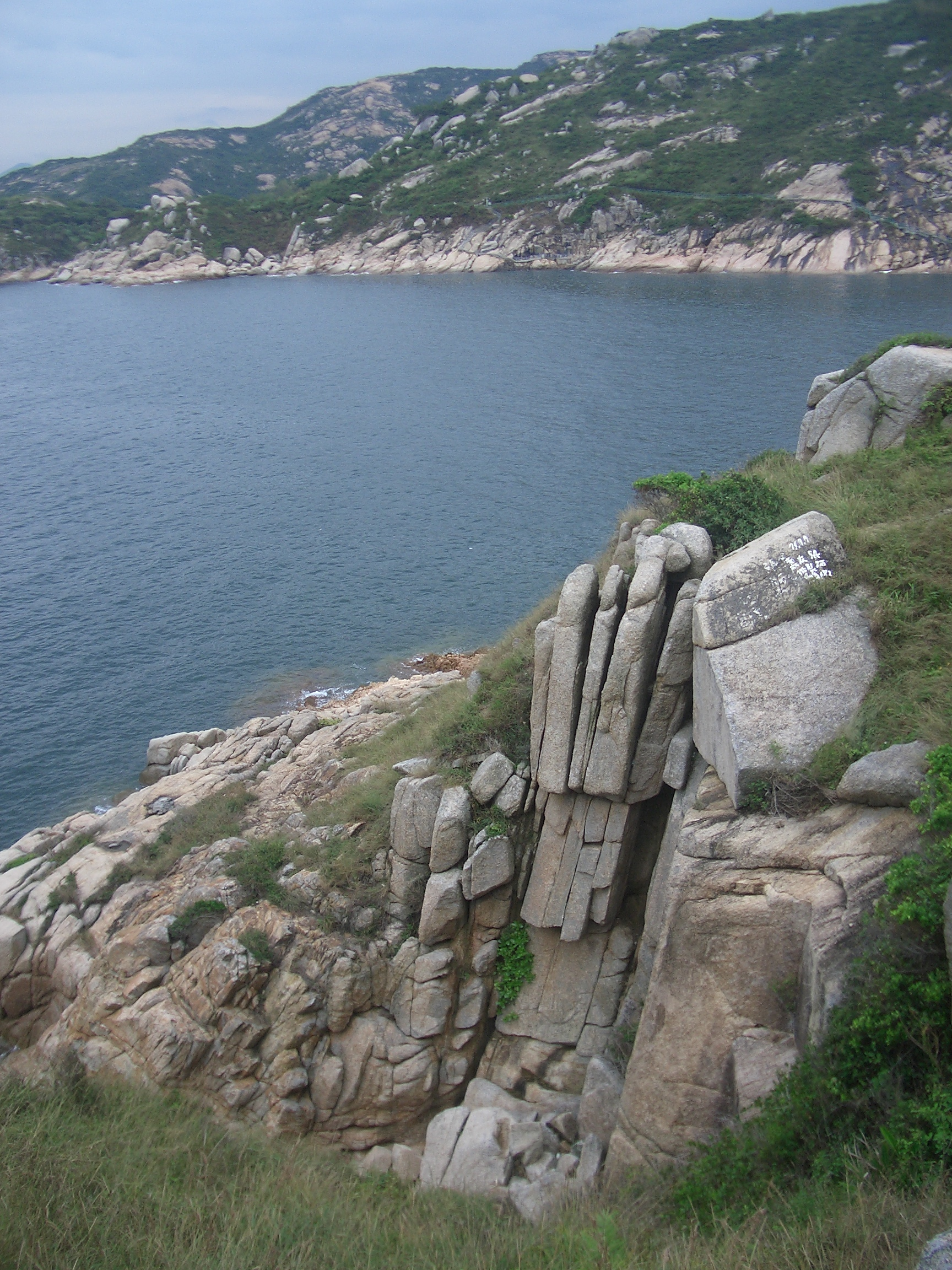
佛手巖

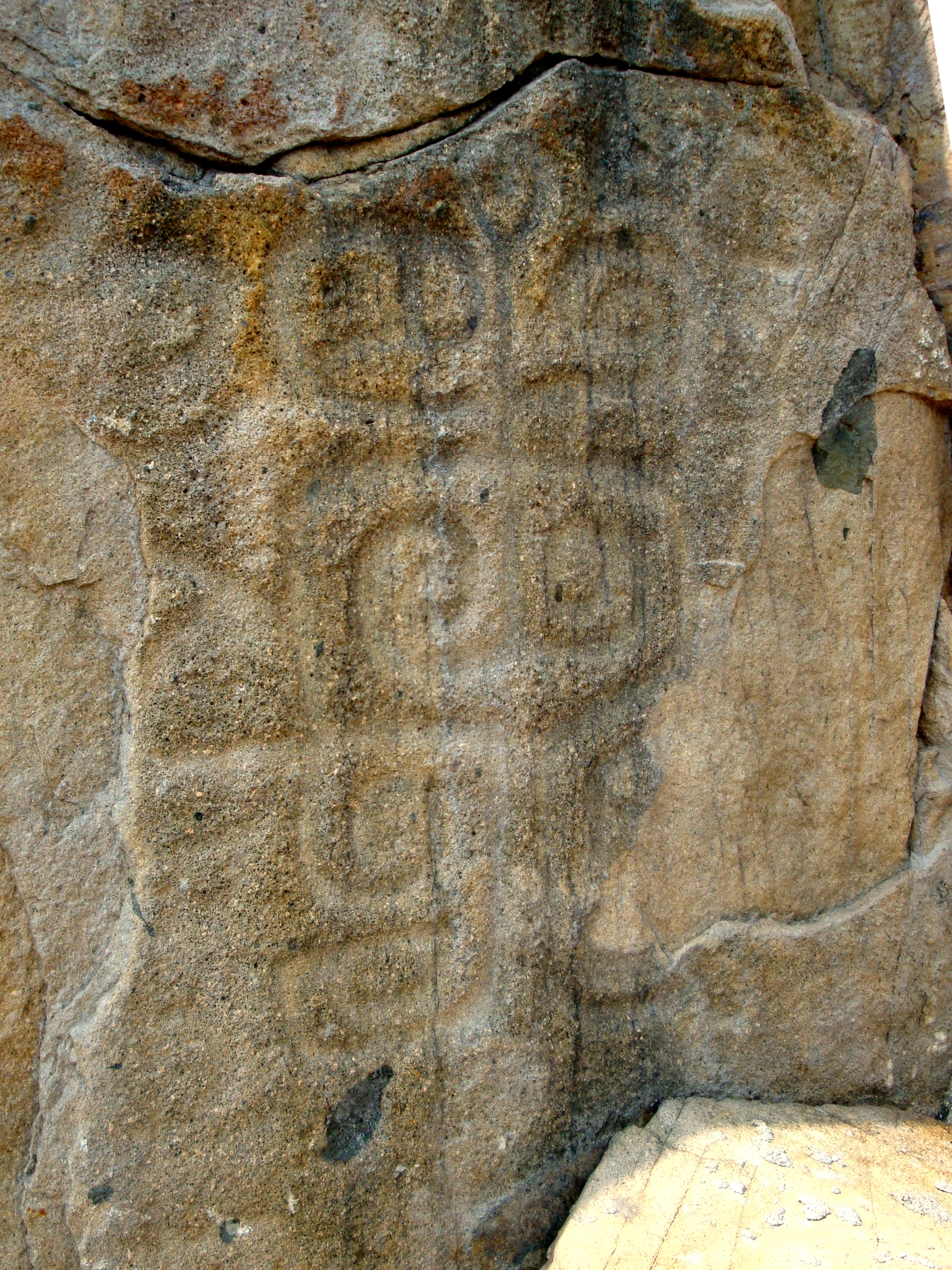
蒲台島石刻

蒲台地質以花崗岩為主，島上以奇石聞名，有不少經長期風化而成、形態各異的巨型岩石，如僧人石、響螺石、佛手巖、靈龜上山等，靈龜上山和佛手巖更入選「香港十大最美岩石」，另有蒲台島石刻，是香港史前時期的石刻，估計有三千年的歷史。石刻位於蒲台南端，於1960年代被發現，現已列為香港法定古蹟。島上西南側建有郊游徑供游人觀賞。俗稱「126燈塔」的南角咀燈塔是香港最南端的燈塔，也是蒲台島的地標。位於牛湖頂的觀日亭，是島上絕佳的觀景地。
蒲台島是香港著名品種「盧氏小樹蛙」的其中一個棲息地。

## 居民

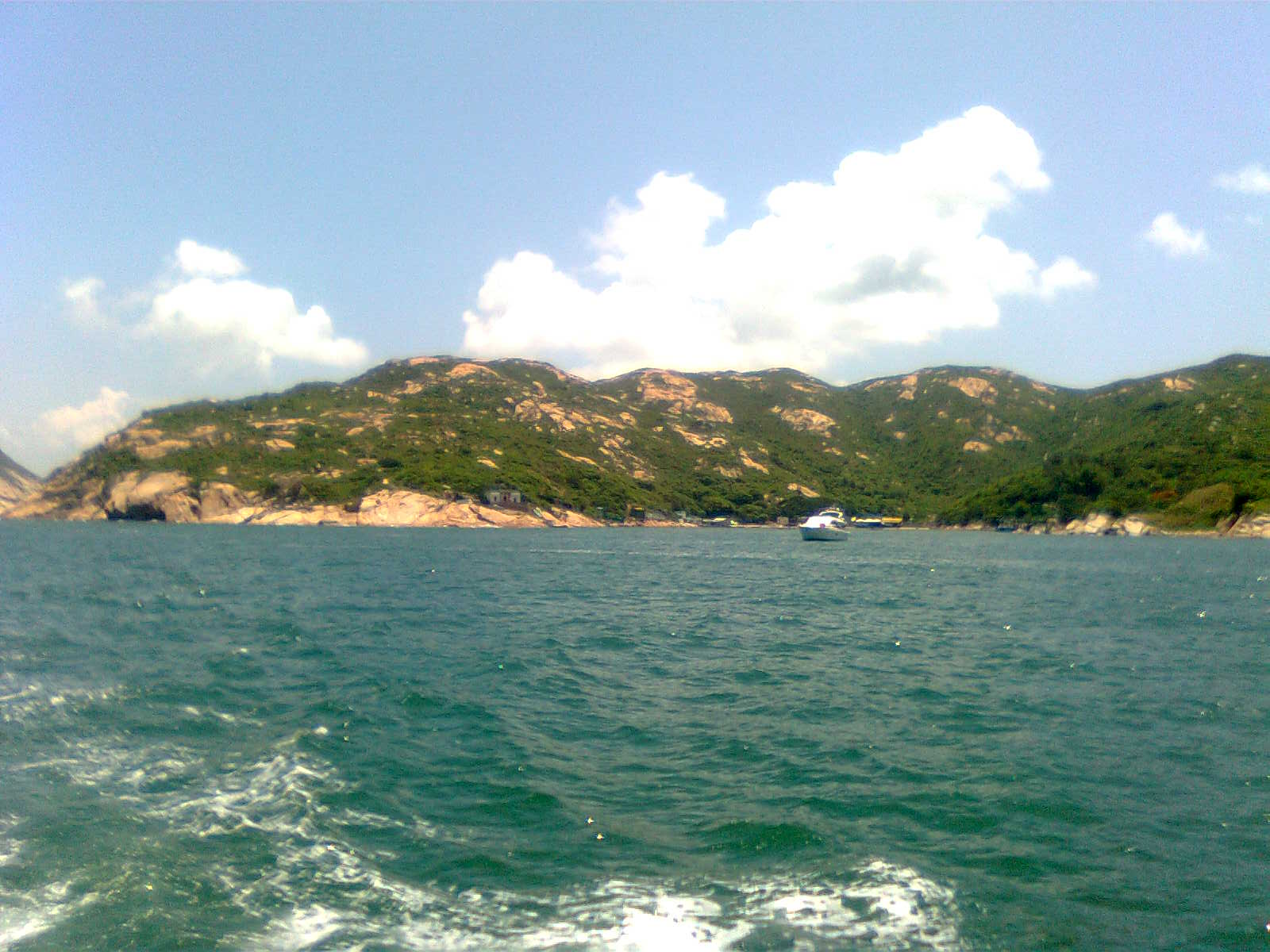
蒲台島大灣。

蒲台島盛產紫菜、海帶、魚肚，曾吸引大批漁民居住，1950年代島上一度有逾2000名居民，大多聚居於南岸的大灣村，1970年代，由於漁獲漸少，加上缺乏資源及基建，大量蒲台人搬遷至市區，現時島上僅餘下數十人長居。島上曾建有創辦於1955年的蒲台學校，唯已於1986年停辦。島上的巫氏古宅為祖籍廣東惠陽的富商巫少棠家族於1930年代所建，是全島歷史最悠久的民居，現時經已荒廢。島上亦建有香港最南的天后古廟，逢每年天后誕或三年一度的太平清醮，在外的蒲台人紛紛返鄉參神慶祝。島上居民沒有自來水供應，只能依賴儲水庫收集到的雨水。蒲台島亦是香港唯一沒有電網連接的有常住人口島嶼，僅靠島上的柴油發電機供電照明及自用，電訊盈科曾為島上贊助十年發電所需柴油。香港電燈有限公司正在蒲台島進行太陽能供電系統的可行方案研究。

## 交通

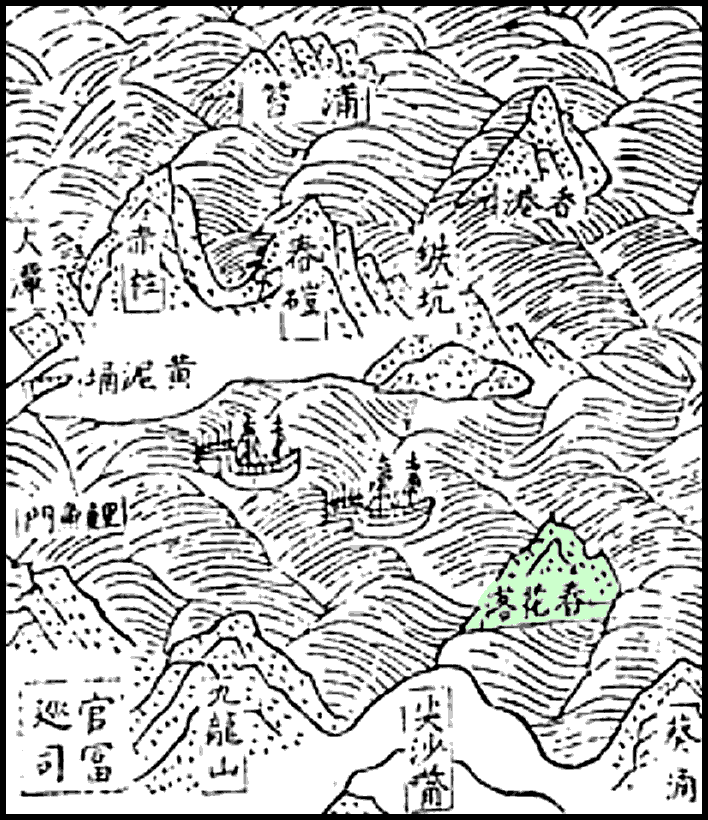
《粵大記》中已標有蒲苔地名。

蒲台設有定期街渡服務，逢星期二、四、六、日及假日來往香港仔碼頭及蒲台，船程約一小時，周末及公衆假期部分班次由赤柱卜公碼頭開出，船程約三十分鐘，由翠華船務經營。
富裕小輪曾開辦蒲台往來北角及觀塘的假日航線，但於2006年11月1日開始停航。

## 軼事

### 海浪發電測試
2006年香港大學機械工程系助理教授梁國熙及梁耀彰聯同合作夥伴、法籍商人Lucien一起到位於香港的蒲台島作實地測試海浪發電。梁國熙解釋，由於蒲台島的海浪較大，是測試的理想地點，希望可利用海浪發電，供蒲台島居民使用。他們將近三十個獨立發電器放置海中，作多次通宵測試，面對海浪大、裝設困難的問題都能克服。但好景不常，每次測試都失去多個發電器。

### 警官涉嫌集體濫權醜聞
2009年11月5日水警海港警區指揮官梁文幹等30名警官，疑巧立名目「開會」，調動巡邏中價值1,800萬元、體積較大的65號水警輪，當值時間接送他們往蒲台島吃海鮮大餐及開歡送派對。維持治安的水警輪不但淪為「私家遊艇」，眾警官更在島上開懷暢飲啤酒和其他酒類，整個派對歷時3小時。有人事後說謊，將吃海鮮大餐說成為公事。警方發言人承認確有人員在基地開完工作會議後，乘水警輪往蒲台島，但聲稱登島是為視察及部署工作，順便吃午飯。

### 非法墓地
2012年2月蒲台島鄰近碼頭一帶，有工人砍伐大片樹木，破壞島上獨有花崗岩，地上放置逾千個排序整齊的石屎板。2012年2月19日有報道指，數十名工人在島上開工，疑非法興建的墓地估計逾十萬平方呎，改建為可存放約1,000個骨灰龕或金塔的墓地，橫跨數個山頭，影響生態環境。工地現場沒有政府部門或承建商的通告，而地政總署證實部份疑被改建的用地屬政府土地，將採取跟進行動。

### 水下考古發現
香港水下考古總會於2015年3月29日進行潛水活動時，意外地在蒲台島南角咀以東、離岸100米、水深11米的海底發現一枚約6呎長的古炮，並在距離古炮20米、水深15米的水域發現兩個海軍船錨及直徑約10至20吋長的鐵鏈。推斷來自一艘於1944年沉沒的帆船。估計帆船約200呎長，可載500人，並估計可在發現地點30至40米深的海域找到沉船本體。

## 圖集

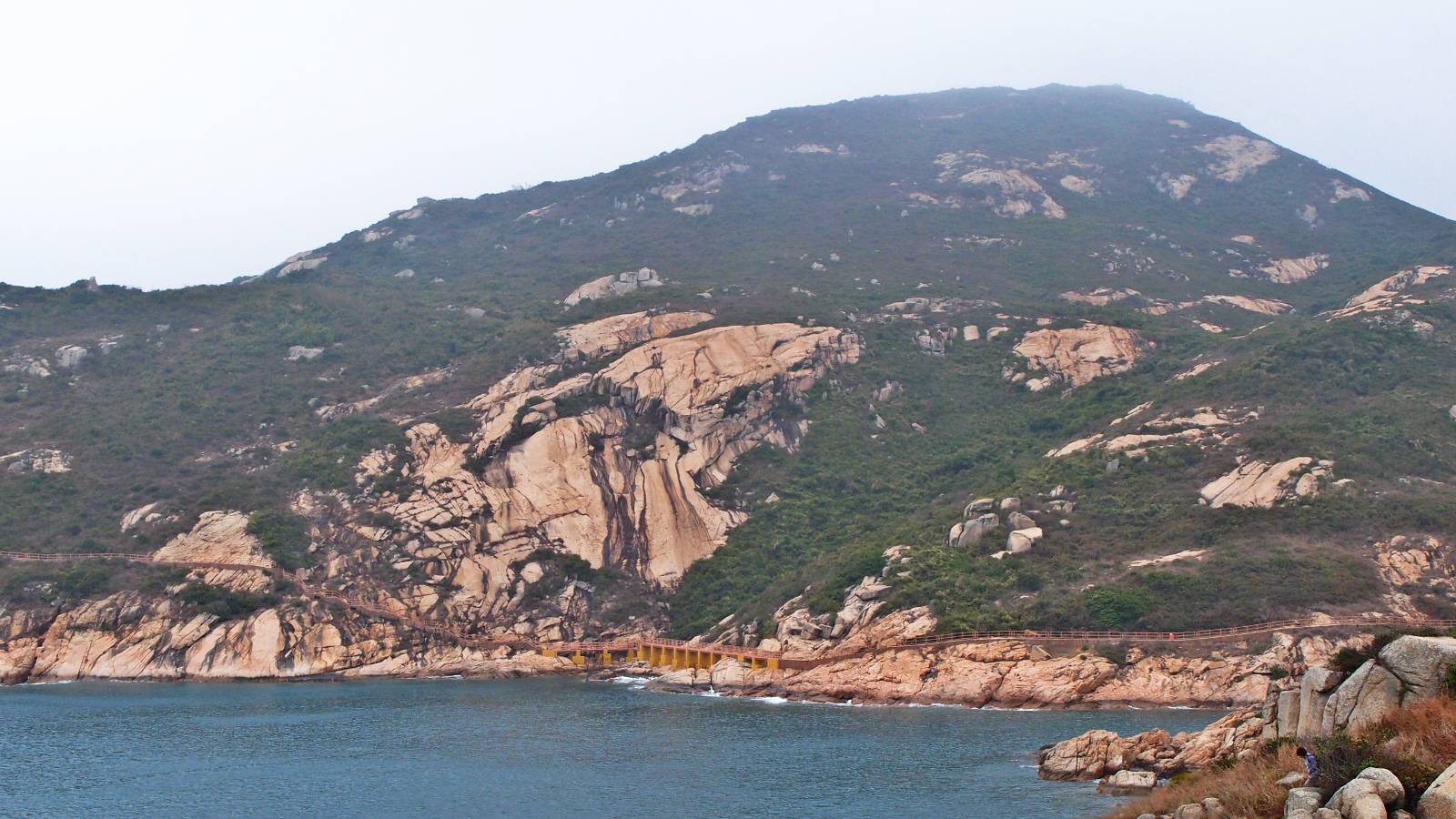
蒲台島的環島郊遊徑
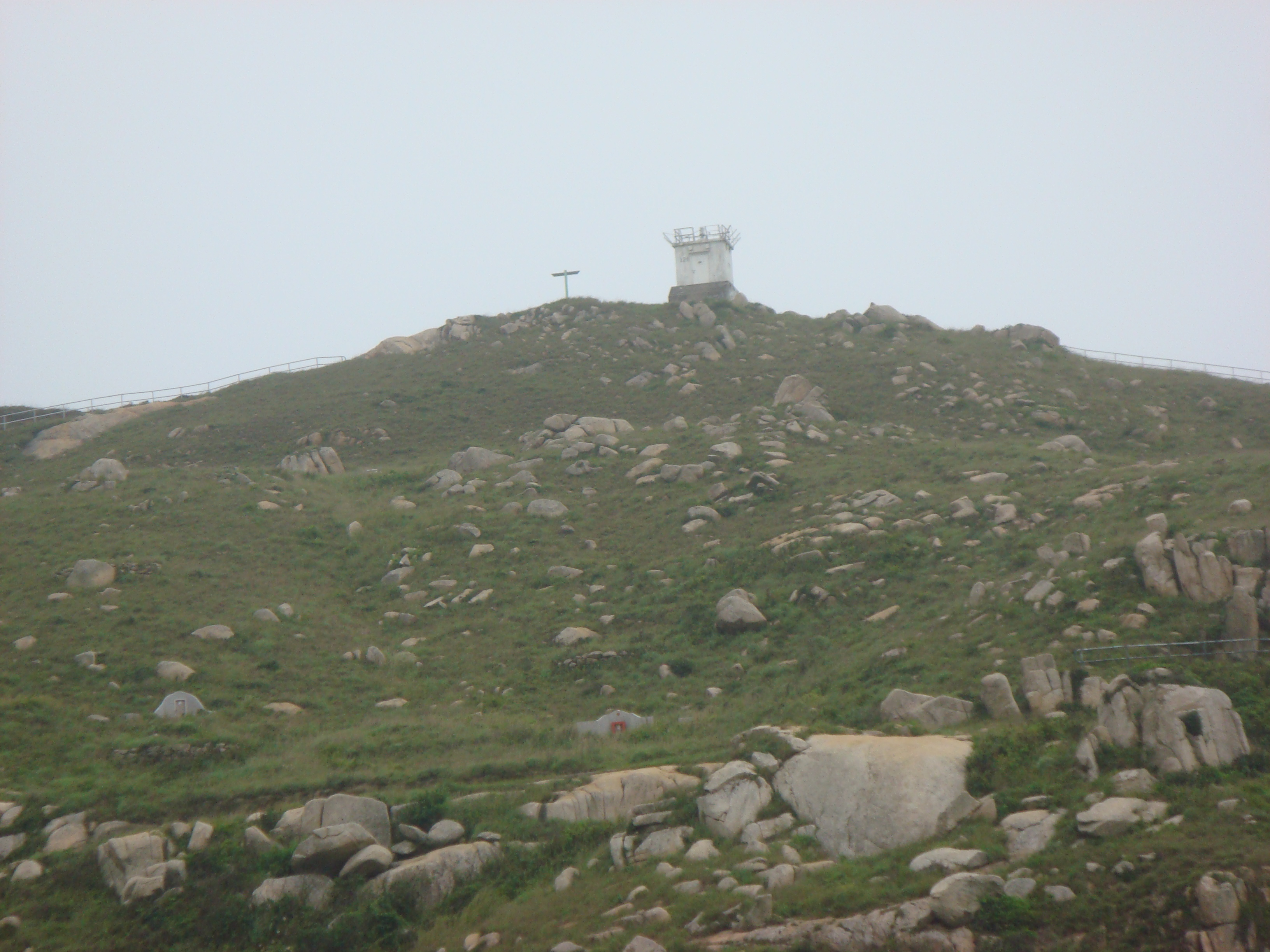
蒲台島126燈塔
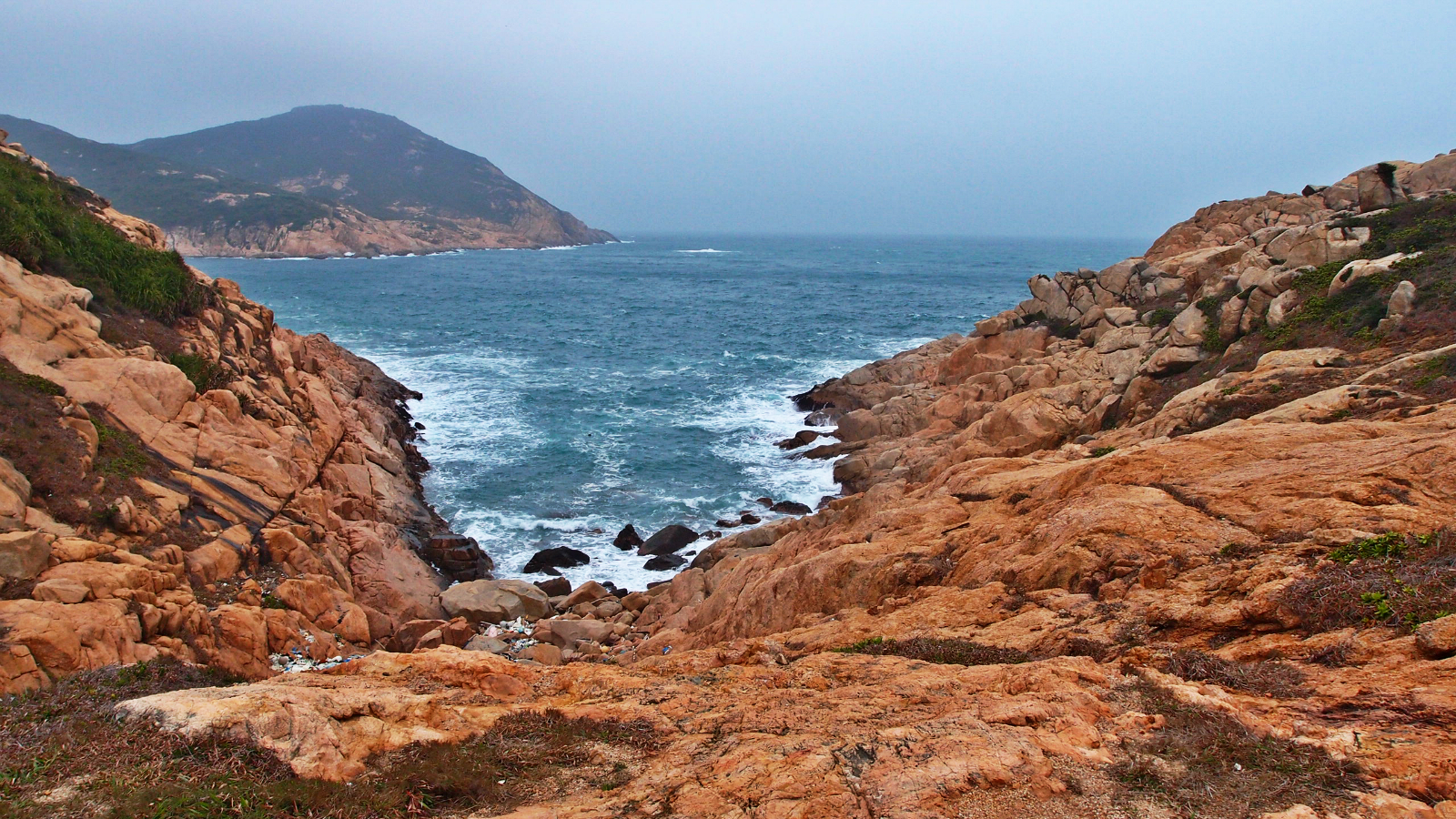
蒲台島的海浪
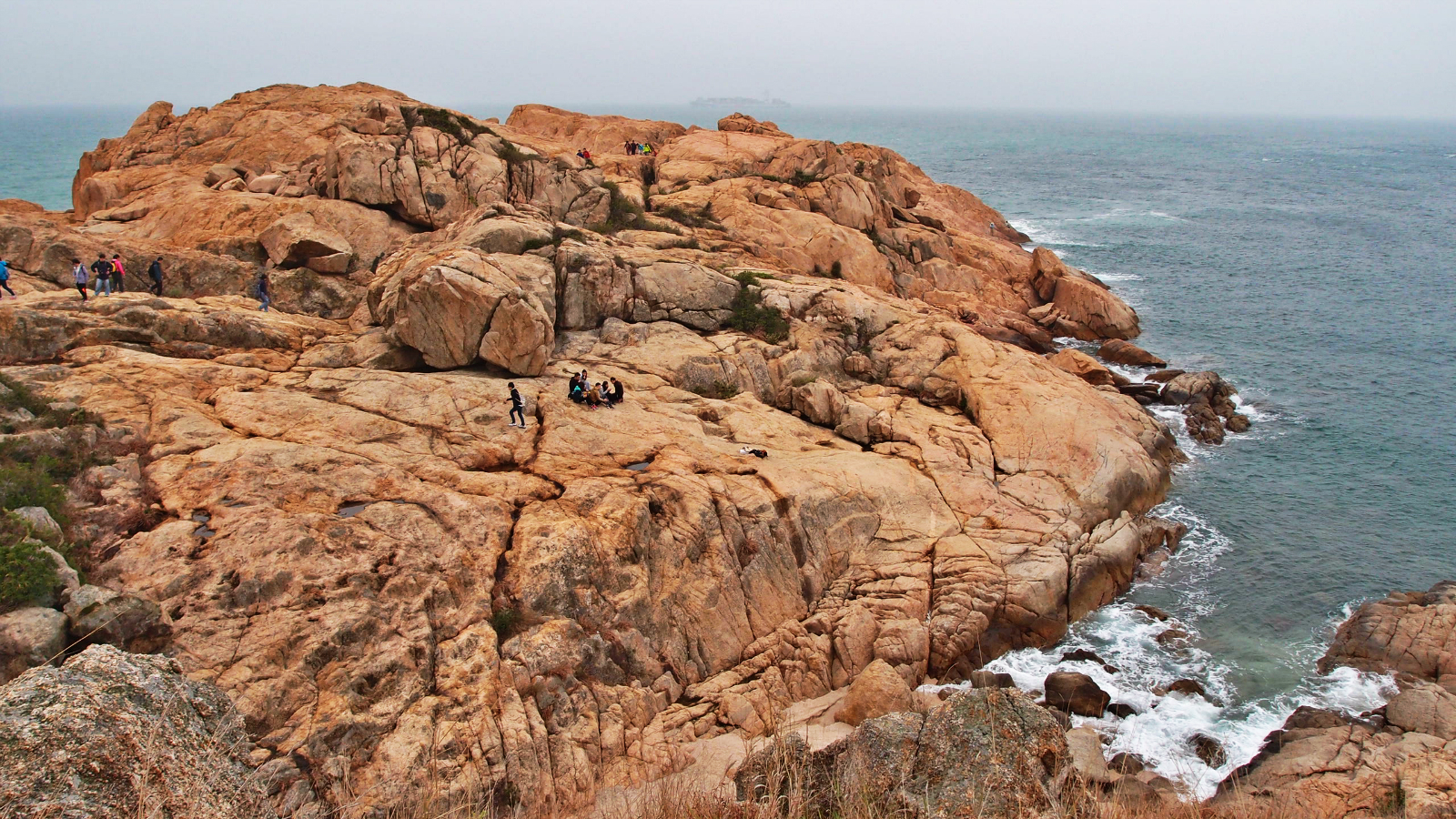
蒲台島的極地
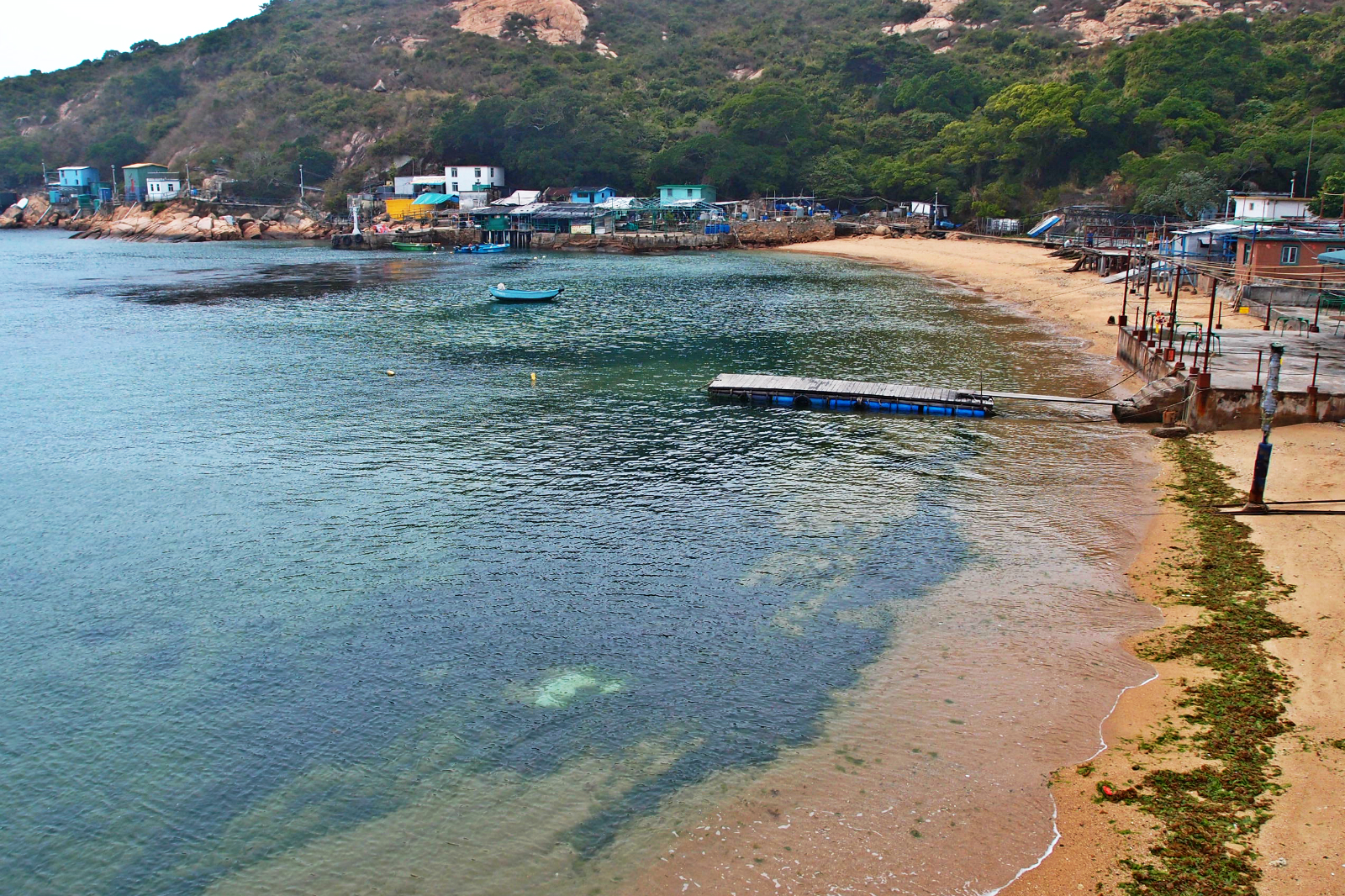
盛產紫菜的海灣
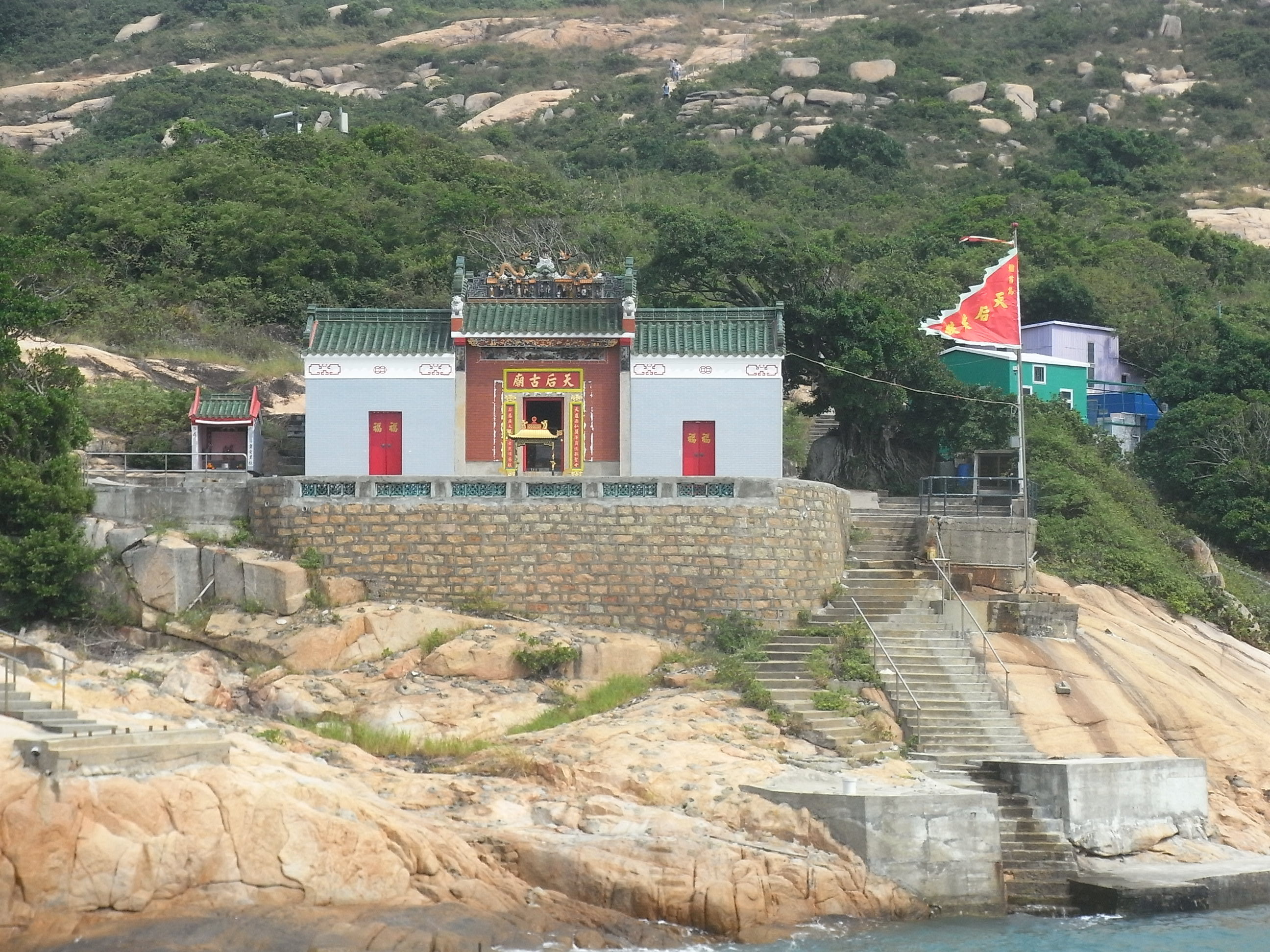
蒲台島天后古廟
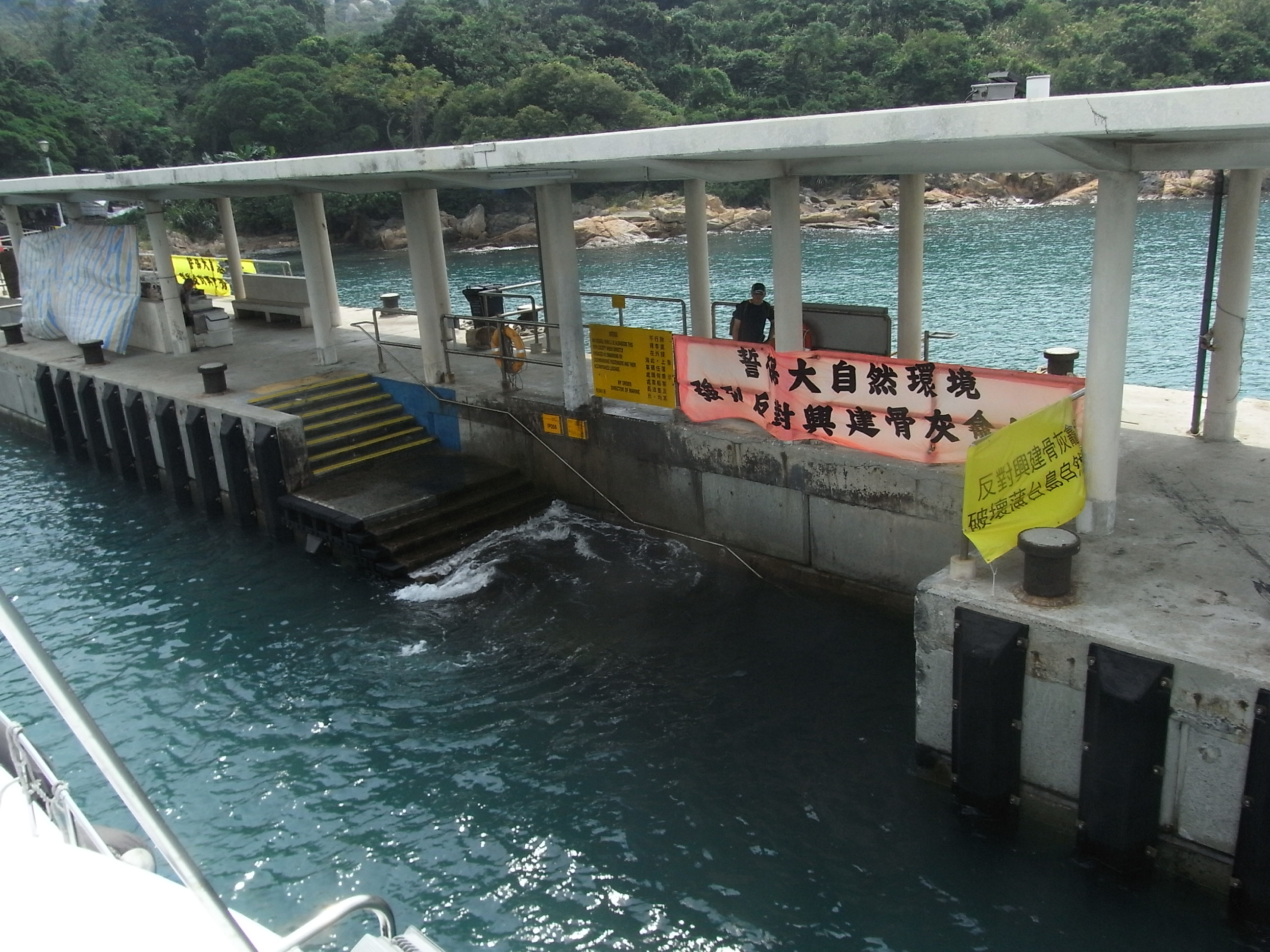
蒲台公眾碼頭
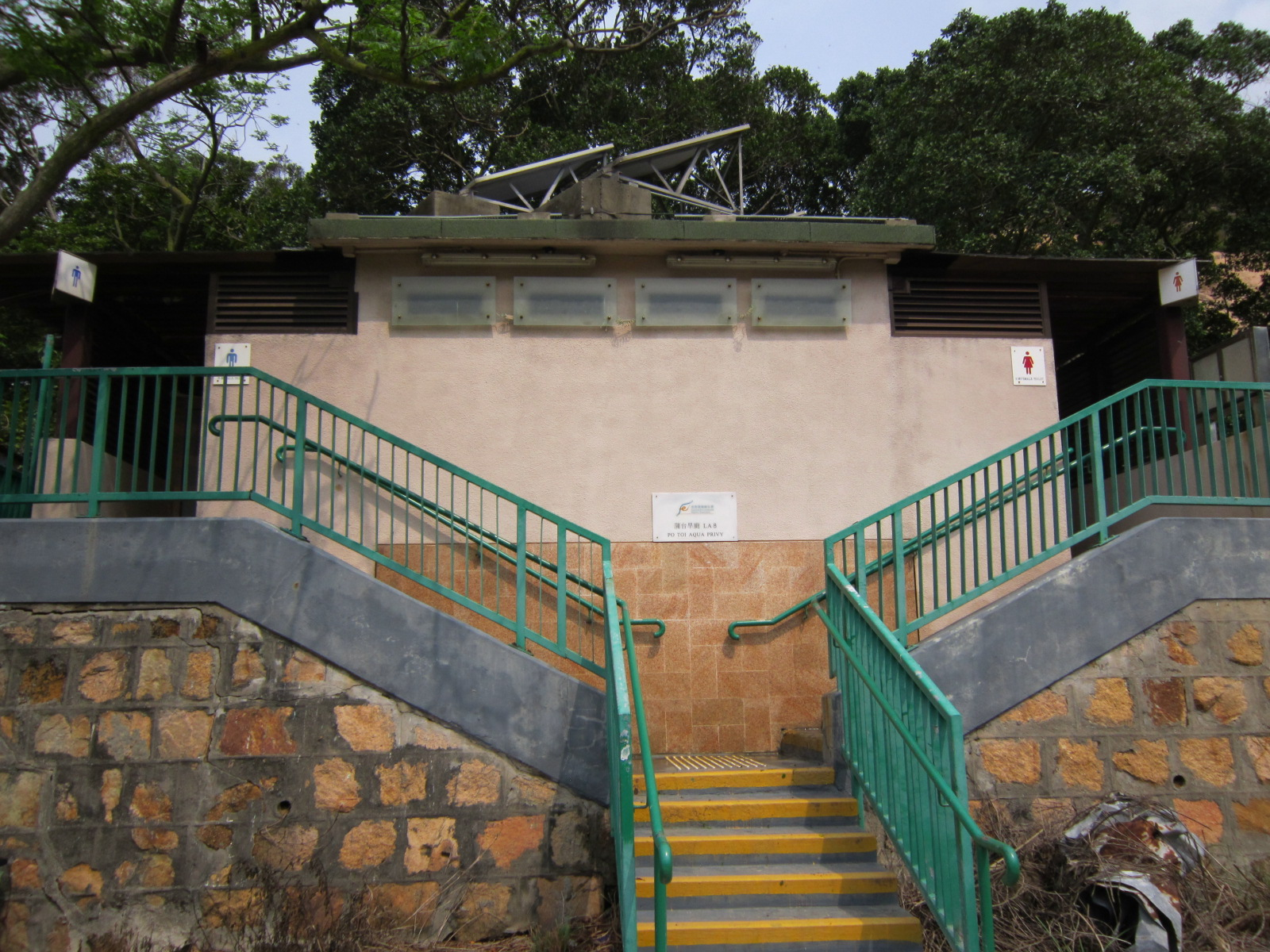
蒲台島的旱廁
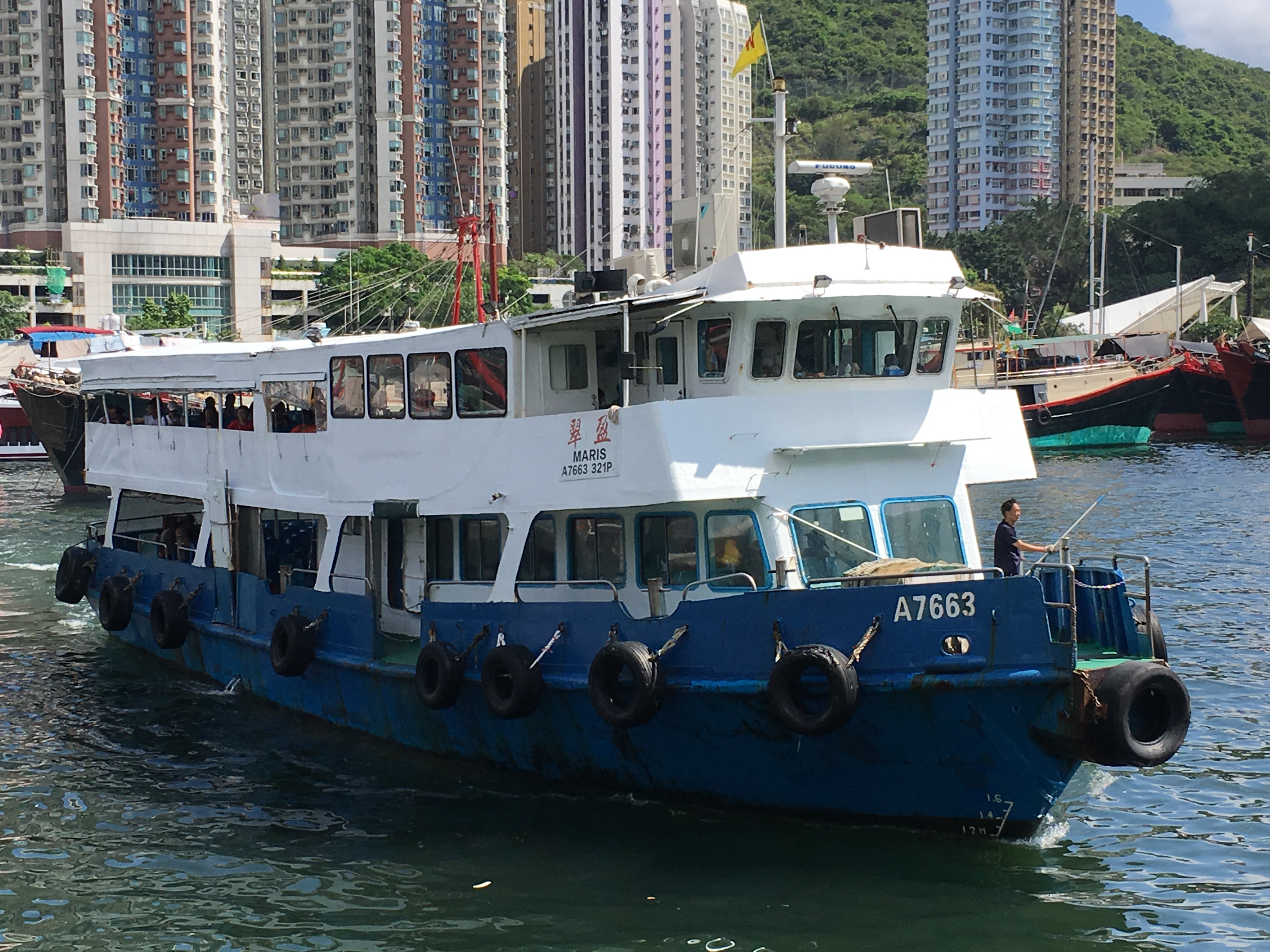
香港仔、赤柱至蒲台島街渡

## 外部連結
- 運輸署街渡渡輪服務詳情 - 香港仔/ 赤柱 - 蒲台島 （页面存档备份，存于）
- 香港康樂及文化事務署 - 香港法定古蹟 - 離島 - 蒲台島石刻